# Nordic Opening
Il Nordic Opening (in inglese: "apertura nordica"), è una competizione di sci di fondo, sia maschile sia femminile, che si svolge nel contesto della Coppa del Mondo a partire dalla stagione 2010-2011. La competizione si tiene a Kuusamo, in Finlandia, in località Ruka, e tipicamente contempla tre gare: una sprint, una 10 km a tecnica classica e una 15 km a tecnica libera con partenza a handicap.
La formula, ricalcata su quella del Tour de Ski, prevede che gli atleti in lizza disputino una serie di gare; la classifica finale del Nordic Opening è stilata sommando i punteggi accumulati nella varie prove. Nella stagione 2013-2014 la manifestazione è stata ribattezzata Ruka Triple, dal nome della località che l'ha ospitata, per tornare alla consueta denominazione nella stagione 2014-2015.
La classifica finale del Nordic Opening vale come gara della Coppa del Mondo, il cui punteggio viene calcolato a partire da quello conseguito nel Nordic Opening secondo un'apposita tabella di conversione.